# 賴特伍德 (加利福尼亞州)
賴特伍德（英語：Wrightwood）是位於美國加利福尼亞州聖貝納迪諾縣的一個人口普查指定地區。

## 地理
賴特伍德的座標為34°21′39″N 117°38′00″W / 34.36083°N 117.63333°W，而該地最高點為海拔高度1809米（即5900英尺）。

## 人口
根據2010年美國人口普查的數據，賴特伍德的面積為15.357平方千米，當中陸地面積為15.348平方千米，而水域面積為0.009平方千米。當地共有人口4525人，而人口密度為每平方千米294人。